# Eupithecia deprima
Eupithecia deprima là một loài bướm đêm trong họ Geometridae.